# Harby (Zweden)
Harby is een plaats in de gemeente Kalmar in het landschap Småland en de provincie Kalmar län in Zweden. De plaats heeft 75 inwoners (2005) en een oppervlakte van 26 hectare. Harby wordt omringd door zowel landbouwgrond als bos en grenst aan de rivier de Ljungbyån. De stad Kalmar ligt zo'n tien kilometer ten oosten van het dorp.

## Verkeer en vervoer
Bij de plaats loopt de Riksväg 25.